# Blood Sugar Sex Magik
Blood Sugar Sex Magik è il quinto album in studio del gruppo musicale statunitense Red Hot Chili Peppers, pubblicato il 24 settembre 1991 dalla Warner Bros. Records.
Prodotto da Rick Rubin, questo è il primo album della band pubblicato dalla Warner Bros. Records. Gli stili musicali di Blood Sugar Sex Magik differiscono notevolmente dalle tecniche usate nel loro disco precedente Mother's Milk, e include un piccolo uso di riff di chitarra heavy metal. L'album contiene insinuazioni sessuali, riferimenti alla droga e alla morte e temi come la lussuria e l'esuberanza.
Piazzatosi al terzo posto della Billboard 200, l'album ha venduto 13 milioni di copie in tutto il mondo, e grazie a questo album i Red Hot Chili Peppers riuscirono a sfondare nel mainstream. Blood Sugar Sex Magik ha prodotto una serie di singoli importanti nella storia della band tra cui i grandi successi Under the Bridge, Give It Away, Suck My Kiss e Breaking the Girl. Il chitarrista John Frusciante lasciò la band a metà del tour nel 1992 (fino al ritorno nel 1998) a causa della sua incapacità di far fronte alla popolarità dell'album.
Con 7 milioni di copie vendute negli Stati Uniti risulta essere il disco di maggior successo del gruppo nel paese insieme a Californication.
Blood Sugar Sex Magik è stato acclamato dalla critica ed è riconosciuto come un importante componente nell'esplosione del rock alternativo nei primi anni novanta. Steve Huey di AllMusic ha osservato che Blood Sugar Sex Magik è «... probabilmente il miglior album che i Chili Peppers abbiano mai fatto».

## Antefatti

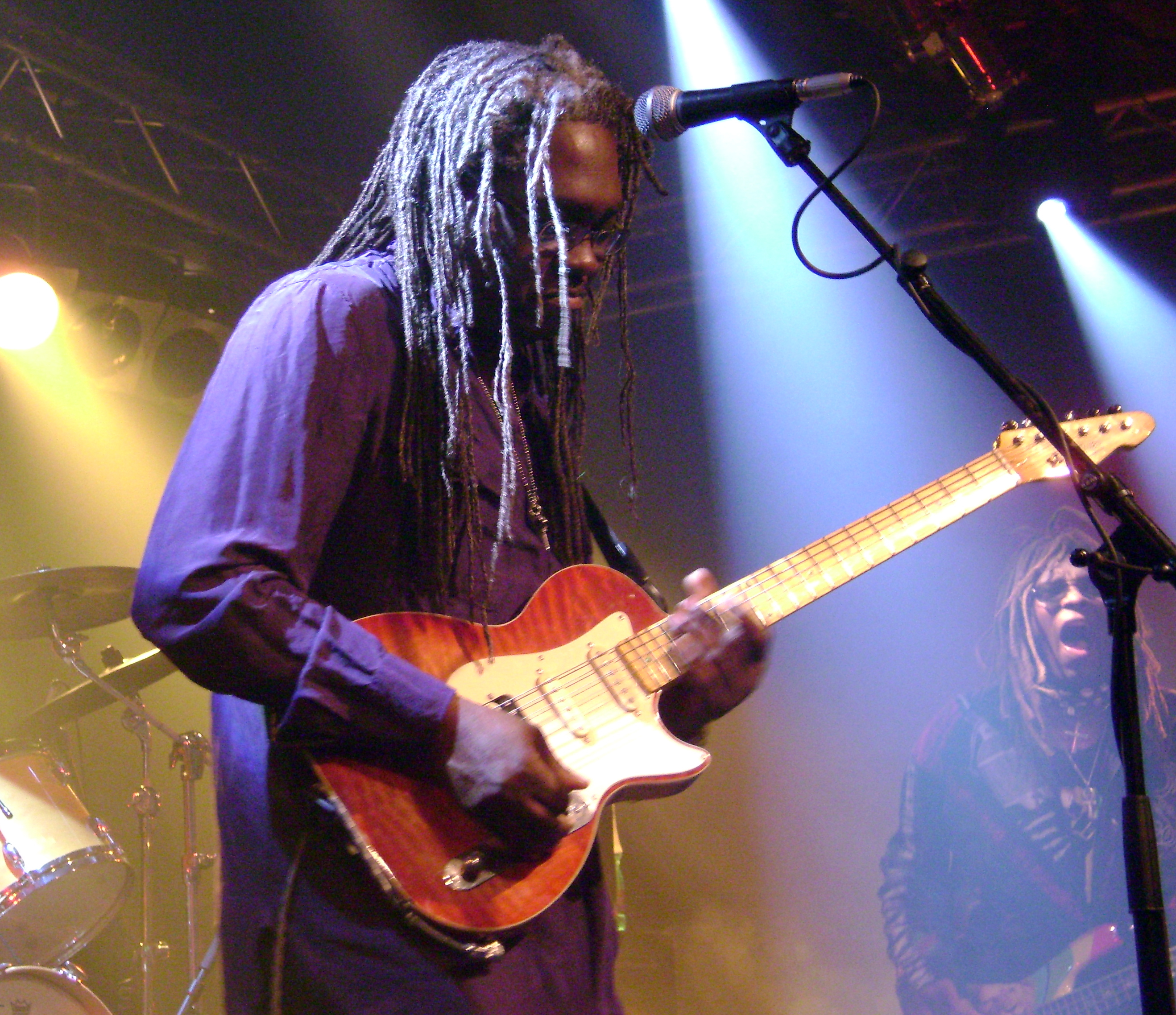
DeWayne "Blackbyrd" McKnight, ex chitarrista dei Parliament e dei Funkadelic, fu chitarrista dei Chili Peppers per un breve periodo.

Nel 1988 il chitarrista della band Hillel Slovak morì per un'overdose di eroina. Il batterista Jack Irons successivamente abbandonò la band, lasciando il cantante Anthony Kiedis e il bassista Flea alla ricerca di un nuovo chitarrista e un nuovo batterista. Quando un grande fan dei Chili Peppers, John Frusciante, espresse l'interesse di unirsi alla band, l'ex chitarrista dei P-Funk, DeWayne McKnight, era stato già scelto per riempire il vuoto lasciato da Slovak. Quando si capì che il legame tra "Blackbyrd" e i Chili Peppers non funzionava, questi fu licenziato. Durante quel periodo, Frusciante stava per entrare nei Thelonious Monster, una band punk formata da Bob Forrest; comunque Flea gli chiese di entrare nella band e lui accettò subito. Il batterista Chad Smith entrò nella band due settimane prima della pre-produzione di Mother's Milk, a seguito di libere audizioni. Mother's Milk diventerà il secondo album della band a entrare nella Billboard 200, piazzandosi al cinquantaduesimo posto. Anche se l'album fu un moderato successo, la produzione fu appesantita dal produttore Michael Beinhorn. Egli convinse Frusciante a suonare con un tono generale più pesante, e incaricò Kiedis di scrivere testi che sarebbero stati più commerciali; in questo modo la band si sentì limitata creativamente.
Quando il contratto dei Chili Peppers con la EMI finì, cominciarono a cercare una compagnia discografica per realizzare il loro nuovo album. Il gruppo raggiunse un accordo con la Sony BMG/Epic, con la condizione che questi avrebbero comprato il loro ultimo album dalla EMI. Anche se l'etichetta promise che avrebbe preso solo un paio di giorni, il processo ritardò di diversi mesi. Anche se un accordo era stato fatto con la Sony/Epic, Mo Ostin della Warner Bros. Records chiamò Kiedis per congratularsi con lui per l'affare di successo e complimentarsi per l'etichetta discografica rivale. Kiedis ricordò la situazione: «La persona più geniale e più autentica che abbiamo incontrato durante questa trattativa mi chiamò personalmente per incoraggiarmi a fare un grande album con un'etichetta rivale. Quello era il tipo di persona per cui avrei voluto lavorare.» Kiedis perseguì la sua idea e alla fine il gruppo abbandonò il suo contratto con la Sony per firmare con la Warner Bros. per 10 milioni di dollari. Ostin chiamò un vecchio amico della EMI, che immediatamente permise il trasferimento di etichetta.

## Registrazione e produzione

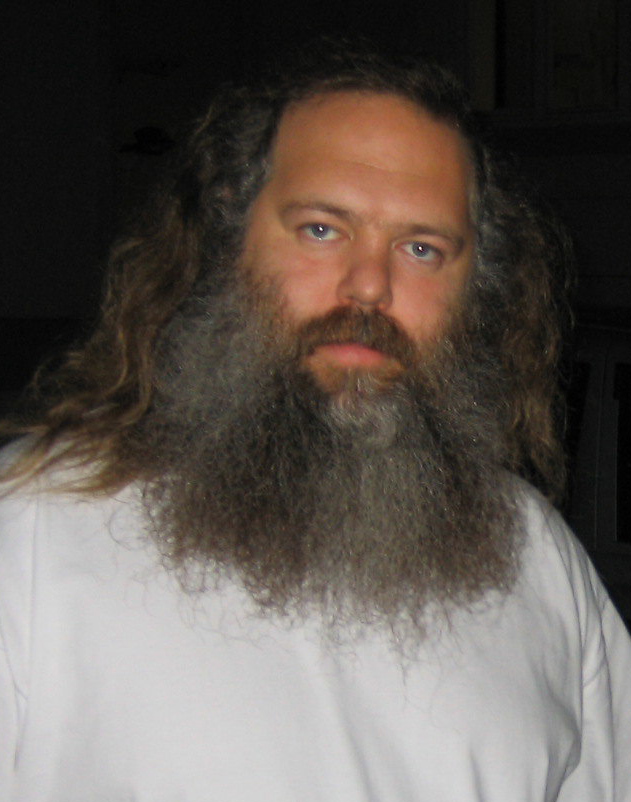
Il produttore discografico Rick Rubin era già conosciuto per i suoi lavori nell'ambito dell'hip hop prima ancora di lavorare con i Red Hot Chili Peppers

Stabilitisi alla Warner, i Chili Peppers cominciarono a cercare un produttore adeguato. Una persona in particolare, Rick Rubin,  disse che l'album spiccò, poiché era di più ampie vedute rispetto alle persone con cui il gruppo aveva lavorato in precedenza. La band decise che quella sarebbe stata la miglior scelta come produttore, e lo ingaggiò per produrre quello che sarebbe stato Blood Sugar Sex Magik. A differenza dei precedenti produttori, in Rubin i Chili Peppers trovarono qualcuno a cui dare fiducia nei momenti più difficili. Rubin spesso aiuterà la band ad arrangiare le parti musicali dei brani.
La band ha cercato di registrare l'album in un ambiente non convenzionale, credendo che sarebbe aumentata la loro produzione creativa. Rubin suggerì The Mansion, una villa alle porte di Los Angeles, dove abitò il mago Harry Houdini; la band accettò. Un team fu ingaggiato per creare uno studio di registrazione e le altre attrezzature necessarie per la produzione nella casa. La band decise di rimanere all'interno della villa per tutta la durata della registrazione dell'album, anche se Smith, convinto che il luogo fosse infestato, si rifiutò di restare. Sarebbe, invece, venuto ogni giorno in moto. Frusciante fu d'accordo con Smith, e disse: «Sicuramente ci sono dei fantasmi in casa» ma, a differenza di Smith, sentì che erano «molto cordiali. Noi [la band] non abbiamo niente tranne sensazioni di caldo e di felicità quando giriamo per la casa.» In realtà, secondo quanto detto dallo stesso Smith nel 2011 in un'intervista a XL, magazine musicale del quotidiano italiano la Repubblica, egli tornava sempre a casa perché in quel periodo era sposato e non poteva fermarsi in quella casa a fare sesso con altre ragazze, cosa che invece facevano gli altri tre componenti.
Frusciante, Kiedis e Flea ebbero ognuno la propria stanza separata ad ogni estremità della casa. Quando non suonava con la band, Frusciante passava il tempo dipingendo, ascoltando la musica, leggendo e registrando canzoni che aveva scritto. A causa della solitudine, Kiedis finì di registrare tutte le sue parti vocali nella sua stanza, siccome era abbastanza grande per ospitare l'apparecchiatura per la registrazione. Per più di trenta giorni, la band lavorò nella casa; a Kiedis è sembrato un ambiente comodo e creativo che gli permise di completare il resto dei testi. Durante la produzione, i Chili Peppers decisero di lasciar documentare il processo creativo in un film al cognato di Flea, che sarà poi anche il regista del video di Warped. Quando la registrazione dell'album fu completa, questo film uscì con il titolo di Funky Monks.

## Scrittura e composizione
Blood Sugar Sex Magik fu scritto a un ritmo più rapido rispetto agli album precedenti. Prima del trasloco dei Red Hot nella Mansion, Frusciante e Kiedis collaborarono insieme nelle loro case, al fine di organizzare le strutture delle canzoni e i riff di chitarra. Avrebbero poi presentato le idee a Flea e Smith, e la band, nel suo complesso, avrebbe creato la parte musicale.
Kiedis incentrò i testi su riferimenti e insinuazioni sessuali, che gli passavano continuamente per la mente. Canzoni come Suck My Kiss, If You Have to Ask, Sir Psycho Sexy, Give It Away e Blood Sugar Sex Magik contengono tutte riferimenti sessuali, come, per esempio, un verso dell'ultima canzone citata: "Glorious euphoria/Is my must/Erotic shock/Is a function of lust."
Il concetto dietro The Greeting Song è stata una richiesta di Rubin, che chiese a Kiedis di scrivere una canzone esclusivamente sulle macchine e sulle ragazze. Anche se a Kiedis non piacque questo concetto, scrisse la canzone che Rubin gli chiese, ma la terminò odiando quasi tutti gli aspetti del testo. Kiedis cominciò anche a scrivere sull'angoscia e sui pensieri di automutilazione come risultati della sua dipendenza dall'eroina e dalla cocaina; pensò che la sua vita aveva toccato il fondo sotto un ponte di Los Angeles. Un mese dopo questo fatto, Rubin trovò in casa del cantante una poesia che sarebbe diventata il testo di Under the Bridge e suggerì a Kiedis di mostrarla al resto della band. Kiedis però era timido, perché pensava che il testo fosse "troppo soft" e diverso dallo stile della band. Dopo aver cantato il testo a Frusciante, cominciarono a strutturare la canzone il giorno dopo. I due lavorarono per molte ore arrangiando gli accordi e le melodie finché entrambi capirono che era completa. Alla fine Frusciante scelse gli accordi che ha suonato nell'introduzione per bilanciare l'atmosfera cupa della canzone: "La mia mente la interpretò come se fosse davvero una canzone triste; così ho pensato che se il testo è veramente triste, avrei dovuto scrivere alcuni accordi che erano più felici."

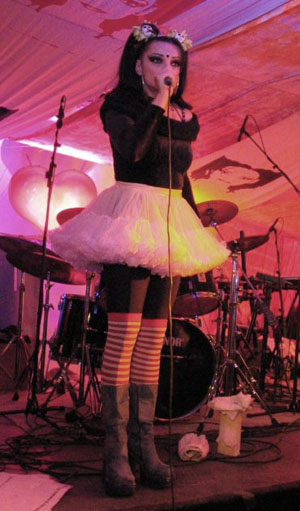
Nina Hagen, cantante tedesca, la cui conversazione con Kiedis ispirò la canzone Give It Away

Blood Sugar Sex Magik integrò il tipico stile funk e punk del gruppo, comprese le incursioni rap rock degli esordi, ma si allontanò da questi stili con canzoni più melodicamente spinte. Canzoni come The Righteous & the Wicked, Suck My Kiss, Blood Sugar Sex Magik, Give It Away e Funky Monks includono ancora l'uso dei riff heavy metal di chitarra, ma si differenziano da Mother's Milk dal fatto che contengono meno distorsione. Flea, che aveva sempre usato la tecnica dello slap, favorì in questo album linee di basso più tradizionali e melodiche. Flea, in quel periodo, accettò la filosofia del "meno è più": «Stavo cercando di suonare semplicemente in Blood Sugar Sex Magik, perché avevo suonato troppo prima di questo, così ho pensato, "ho davvero avuto modo di rilassarmi e suonare la metà delle note". Quando si suona meno, è più eccitante - c'è spazio per tutto.» Kiedis sentì che l'album avrebbe espanso gli orizzonti dei Chili Peppers e che era un allontanamento dai lavori precedenti. Una delle tracce più melodiche dell'album, Breaking the Girl, tratta dei continui flirt di Kiedis. Temeva che stesse seguendo le orme di suo padre e che stesse semplicemente diventando un donnaiolo, invece di stabilire rapporti stabili e di lungo periodo: «...Emozionante e temporaneamente soddisfacente come può essere questo costante afflusso di ragazze interessanti e belle che, alla fine della giornata, è solo merda e tu sei solo senza niente.» La canzone inoltre include un ponte a metà canzone costituito da percussioni recuperate da una discarica.
Anche se le jam session furono sempre un aspetto importante per la creazioni delle canzoni dei Chili Peppers, Blood Sugar Sex Magik vide canzoni create con una struttura maggiore. Una jam in particolare fu la base del primo singolo estratto dall'album: Frusciante, Flea e Smith stavano suonando insieme - con Kiedis dall'altra parte della stanza a guardare - quando «...Flea cominciò a suonare questa linea di basso insana e Chad prese le bacchette e cominciò a suonare insieme a Flea... Io [Kiedis] avevo sempre delle piccole idee per una canzone o comunque specifiche frasi isolate nella mia mente. Presi il microfono e cominciai a cantare "Give it away, give it away, give it away, give it away now."» La filosofia dietro al testo fu originata da una conversazione fra Kiedis e Nina Hagen, riguardo l'altruismo e come siano stati insignificanti i beni materiali nella sua vita. Essa, quindi, ha dato alla luce la canzone Give It Away. Kiedis dedicò inoltre la canzone My Lovely Man a Hillel Slovak. In Sir Psycho Sexy si trova una versione troppo zelante e troppo esagerata del cantante; una figura che potrebbe avere qualsiasi donna, e fare tutto quello che le accontenta. The Power of Equality affronta temi come l'uguaglianza, il pregiudizio e il sessismo. Kiedis ha scritto I Could Have Lied per documentare la breve relazione che ha avuto con la cantante irlandese Sinéad O'Connor.

## Pubblicazione e promozione
Blood Sugar Sex Magik uscì il 24 settembre 1991. Ricevette il disco d'oro due mesi dopo, il 26 novembre, e il disco di platino il 1º aprile 1992; da allora diventò sette volte disco di platino negli Stati Uniti. L'album arrivò al terzo posto della Billboard 200. Inizialmente Give It Away non se la cavò bene in classifica; alcune delle stazioni radio della Warner Bros. si rifiutarono di farla suonare, dicendo alla band «tornate da noi quando avrete una melodia nella vostra canzone». La stazione radio KROQ cominciò ugualmente a farla suonare più volte al giorno e quello, secondo Kiedis, «fu l'inizio dell'entrata di Give It Away nella consacrazione della massa». Infine la canzone raggiunse il nono posto della Official Singles Chart e la 73ª posizione della Billboard Hot 100.
Blood Sugar Sex Magik ha venduto 13 milioni di copie in tutto il mondo.
A causa del successo di Give It Away, la band non aveva previsto che Under the Bridge avrebbe avuto un impatto ancora maggiore. La Warner Bros. inviò dei rappresentanti a un concerto dei Red Hot Chili Peppers al fine di capire quale sarebbe stato finalmente il successivo singolo della band. Quando Frusciante cominciò a suonare Under the Bridge, Kiedis mancò l'attacco; l'intero pubblico cominciò a cantare la canzone. Kiedis fu inizialmente «mortificato per aver fatto una cazzata davanti ai rappresentanti della Warner... Chiesi scusa per la cazzata, ma loro dissero "Cazzata? Ci stai prendendo in giro? Quando ogni singolo bambino in un concerto canta una canzone, quello è il nostro prossimo singolo."» Under the Bridge fu quindi selezionata come secondo singolo estratto dall'album. La canzone raggiunse il secondo posto della Billboard Hot 100.
Per promuovere l'album in Europa, Kiedis e Frusciante decisero che avrebbero fatto un viaggio. Comunque, fu difficile per Frusciante adattarsi alla vita fuori dalla Mansion, dopo essere stato quasi in isolamento per più di trenta giorni. Kiedis ricordò la situazione: «Frusciante aveva un tal flusso di creatività, mentre stavamo facendo l'album, che penso che non seppe veramente vivere la vita in tandem con quella creatività.» Inoltre questo fu il periodo in cui Frusciante cominciò a sperimentare l'eroina, che più tardi compromise la sua stabilità mentale. Il viaggio di promozione europeo lasciò il segno su Frusciante: decise di tornare a casa quando arrivò, insieme a Kiedis, a Londra.

## Accoglienza della critica
Blood Sugar Sex Magik fu ben ricevuto dalla critica, che elogiò i Red Hot Chili Peppers per non aver oppresso l'ascoltatore con riff heavy metal di chitarra come hanno fatto negli album precedenti. Tom Moon del Rolling Stone accreditò a Rick Rubin il cambiamento di stile; Rubin «[cambiò] la dinamica dei Chili.» Steve Huey scrisse che era «il migliore album dei Red Hot Chili Peppers... La chitarra di John Frusciante è meno rumorosa, lasciando spazio a trame differenti e ad una linea più chiara, mentre la band è più concentrata e meno tollerante.» Considerava Blood Sugar... «vario... espande la gamma musicale ed emotiva del gruppo.» Il critico musicale Robert Christgau diede all'album due stelle, una delle sue classificazioni più alte. Steven Wells di NME elogiò sia l'abilità di Rick Rubin alla produzione che la capacità degli autori di "rendere carica di valore artistico la fusione di rock e rap da loro inaugurata a metà degli anni ottanta". L'album è annoverato anche tra i lavori maggiormente influenti nei confronti del rock alternativo.

## Tracce
Testi e musiche di Anthony Kiedis, Flea, John Frusciante e Chad Smith, eccetto dove indicato.
1. The Power of Equality – 4:04
2. If You Have to Ask – 3:36
3. Breaking the Girl – 4:56
4. Funky Monks – 5:23
5. Suck My Kiss – 3:37
6. I Could Have Lied – 4:05
7. Mellowship Slinky in B Major – 4:00
8. The Righteous & the Wicked – 4:08
9. Give It Away – 4:43
10. Blood Sugar Sex Magik – 4:31
11. Under the Bridge – 4:24
12. Naked in the Rain – 4:26
13. Apache Rose Peacock – 4:42
14. The Greeting Song – 3:13
15. My Lovely Man – 4:39
16. Sir Psycho Sexy – 8:17
17. They're Red Hot – 1:12 (Robert Johnson)

## Formazione
Gruppo
- Anthony Kiedis – voce, percussioni (traccia 3)
- John Frusciante – chitarra elettrica e acustica, cori, percussioni (traccia 3)
- Flea – basso, cori, percussioni (traccia 3), tromba (traccia 13)
- Chad Smith – batteria, marimba (traccia 16), percussioni (traccia 3), tamburello (tracce 2, 4, 7, 9 e 16)

Altri musicisti
- Brendan O'Brien – mellotron (tracce 3 e 16)
- Pete Weiss – scacciapensieri (traccia 9)
- Gail Frusciante e amici – coro (traccia 11)

Produzione
- Rick Rubin – produzione
- Brendan O'Brien – ingegneria del suono

## Classifiche
| Classifica (1992) | Posizione massima |
| ----------------- | ----------------- |
| Australia         | 1                 |
| Austria           | 17                |
| Canada            | 1                 |
| Finlandia         | 16                |
| Francia           | 33                |
| Germania          | 12                |
| Italia            | 25                |
| Norvegia          | 5                 |
| Nuova Zelanda     | 1                 |
| Paesi Bassi       | 2                 |
| Regno Unito       | 25                |
| Stati Uniti       | 3                 |
| Svezia            | 26                |
| Svizzera          | 10                |